# Octavio Ortiz Arrieta
Pedro Octavio Ortiz Arrieta SDB (* 19. April 1878 in Lima, Peru; † 1. März 1958 in Chachapoyas) war ein peruanischer Ordensgeistlicher und römisch-katholischer Bischof  von Chachapoyas.

## Leben und Wirken
Octavio Ortiz Arrieta wuchs im Stadtteil Rímac von Lima auf. Als Schüler betete er häufig in der Kapelle des ersten Konventes der Salesianer in Peru, nahe bei seinem Elternhaus. So lernte er die Gemeinschaft kennen. Er arbeitete als Schreiner, als Schuhmacher und als Elektriker. Im Jahre 1900 trat er der Kongregation der Salesianern bei. Damit war er der erste peruanische Salesianer überhaupt. Am 27. Januar 1907 empfing er die Priesterweihe.
Am 21. November 1921 wurde Ortiz Arrieta zum Bischof von Chachapoyas ernannt und am 11. Juni 1922 zum Bischof geweiht. Er hatte dieses Amt bis zu seinem Tod am 1. März 1958 inne.
Von den Gläubigen des Bistums Chachapoyas wurde und wird er verehrt wegen seines unerschütterlichen Glaubens und seiner Art, sich nicht von den Gläubigen abzuschotten, sondern mitten unter ihnen zu sein und zu beten. Seine ihm als Bischof vom Staat gezahlte Dotation verteilte er unter den Armen. Eines seiner Hauptanliegen war die Bildung, so gründete er während seiner Zeit als Bischof zahlreiche Bildungseinrichtungen.
Octavio Ortiz Arrietas Grab befindet sich im Westflügel der Kathedrale von Chachapoyas.

## Ehrungen
Das Priesterseminar in Chachapoyas sowie Schulen und andere Einrichtungen in mehreren Städten Perus sind nach ihm benannt.

## Seligsprechungsverfahren
Am 22. Dezember 2001 wurde nach langer Prüfung durch Emiliano Antonio Cisneros Martínez OAR, zu jener Zeit Bischof von Chota und Diözesanadministrator von Chachapoyas, die Einleitung des Seligsprechungsverfahrens für Ortiz Arrieta bekannt gegeben. Am 3. Oktober 2003 wurden die diözesanen Akten für gültig erklärt. Papst Franziskus erkannte ihm am 27. Februar 2017 den heroischen Tugendgrad als Vorstufe zur Seligsprechung zu.